# Repræsentanternes Hus (USA)
 "Repræsentanternes hus" omdirigeres hertil. For andre betydninger af Repræsentanternes hus, se Repræsentanternes hus (flertydig).
 Der er for få eller ingen kildehenvisninger i denne artikel, hvilket er et problem. Du kan hjælpe ved at angive troværdige kilder til de påstande, som fremføres i artiklen.

Repræsentanternes Hus (engelsk: the House of Representatives), også bare kaldet Huset (engelsk: the House), er den ene halvdel af USA's føderale lovgivende forsamling, Kongressen. Det har 435 medlemmer, der alle er på valg hvert andet år. Derudover er der 6 delegerede, som ikke har stemmeret. Huset har, ligesom Kongressens andet kammer Senatet, til huse i Capitol-bygningen i Washington D.C.
Det nuværende Hus er del af den 119. Kongres, valgt 5. november 2024, og sidder for en toårig periode fra 3. januar 2025 til 3. januar 2027. Næste valg er 3. november 2026. Husets formand kaldes the Speaker of the House, og Mike Johnson (R) har siddet på posten siden 25. oktober 2023.

## Sammensætning og valg
Modsat i Senatet varierer antallet af medlemmer fra hver stat i Repræsentanternes Hus i forhold til indbyggertal. I henhold til Forfatningen opdateres fordelingen af mandater staterne imellem hvert 10. år på basis af folketællinger, senest i 2020. Den største stat Californien med 39,54 millioner indbyggere har således 52 medlemmer, mens de seks mindste stater med 580.000 til 990.000 indbyggere kun har 1 medlem hver. I tabellen nedenfor angives, hvor mange medlemmer hver stat har.
| Delstat        | Antal sæder (2020) | Indb./sæde |
| -------------- | ------------------ | ---------- |
| Alabama        | 7                  | 717.754    |
| Alaska         | 1                  | 733.391    |
| Arizona        | 9                  | 794.611    |
| Arkansas       | 4                  | 752.881    |
| Californien    | 52                 | 760.350    |
| Colorado       | 8                  | 721.714    |
| Connecticut    | 5                  | 715.135    |
| Delaware       | 1                  | 989.948    |
| Florida        | 28                 | 769.221    |
| Georgia        | 14                 | 765.136    |
| Hawaii         | 2                  | 727.636    |
| Idaho          | 2                  | 919.553    |
| Illinois       | 17                 | 753.677    |
| Indiana        | 9                  | 753.948    |
| Iowa           | 4                  | 797.592    |
| Kansas         | 4                  | 734.470    |
| Kentucky       | 6                  | 750.973    |
| Louisiana      | 6                  | 776.460    |
| Maine          | 2                  | 681.180    |
| Maryland       | 8                  | 772.153    |
| Massachusetts  | 9                  | 781.102    |
| Michigan       | 13                 | 775.179    |
| Minnesota      | 8                  | 713.312    |
| Mississippi    | 4                  | 740.320    |
| Missouri       | 8                  | 769.364    |
| Montana        | 2                  | 542.113    |
| Nebraska       | 3                  | 653.835    |
| Nevada         | 4                  | 776.154    |
| New Hampshire  | 2                  | 688.765    |
| New Jersey     | 12                 | 774.083    |
| New Mexico     | 3                  | 705.841    |
| New York       | 26                 | 776.971    |
| North Carolina | 14                 | 745.671    |
| North Dakota   | 1                  | 779.094    |
| Ohio           | 15                 | 786.630    |
| Oklahoma       | 5                  | 791.871    |
| Oregon         | 6                  | 706.209    |
| Pennsylvania   | 17                 | 765.403    |
| Rhode Island   | 2                  | 548.690    |
| South Carolina | 7                  | 731.204    |
| South Dakota   | 1                  | 886.667    |
| Tennessee      | 9                  | 767.871    |
| Texas          | 38                 | 766.987    |
| Utah           | 4                  | 817.904    |
| Vermont        | 1                  | 643.077    |
| Virginia       | 11                 | 784.672    |
| Washington     | 10                 | 770.528    |
| West Virginia  | 2                  | 896.858    |
| Wisconsin      | 8                  | 736.712    |
| Wyoming        | 1                  | 576.851    |

Hovedstadsdistriktet Washington D.C. og territorierne er ikke stater, og er derfor ikke repræsenteret på almindelig vis i Kongressen. Dog sender D.C. og de fem territorier Amerikansk Samoa, de Amerikanske Jomfruøer (det tidligere Dansk Vestindien), Guam, Nordmarianerne, og Puerto Rico, hver ét medlem der kan deltage i debat men ikke har stemmeret i kammeret.
Hver stat er inddelt i lige så mange valgkredse, som den har sæder, og hver kreds sender kun ét medlem til Repræsentanternes Hus. Valg foregår gennem flertalsvalg i enkeltmandskredse, hvor kandidaten der får flest stemmer vinder, selv hvis de ikke har et flertal af stemmerne. Derfor er antallet af medlemmer, partierne har i Repræsentanternes Hus, ikke proportionelt med hvor mange stemmer partierne fik ved det seneste valg. Det er et internt anliggende i den enkelte delstater, hvordan grænserne trækkes mellem valgkredsene, hvilket blandt andet åbner for gerrymandering.

## Husets opgaver
De to kamre i Kongressen har mange af de samme magtbeføjelser, men bl.a. ved finansielle anliggender har Huset større magt end Senatet. Det omvendte kan også være tilfældet; for situationer hvor Senatet har beføjelser som Repræsentanternes Hus ikke har, se Senatet (USA)#Senatets opgaver.
Under Forfatningens Origination Clause (en) er det kun Huset der kan fremsætte lovforslag om statslige indtægter. Det betyder, at lovforslag der f.eks. vil hæve eller sænke skatterne, ikke kan foreslås i Senatet, men altså skal fremsættes i Repræsentanternes Hus og blive godkendt der, før det kan behandles i Senatet.
Det er Repræsentanternes Hus, der kan sigte præsidenten eller andre føderale embedsmænd og dermed stille dem for Rigsretten. Justitsudvalget skal først debattere, om der er forfatningsmæssig basis for at anklage en person for forbrydelser, og kun hvis der er flertal i udvalget bliver anklagepunkterne (på engelsk kaldet articles of impeachment) præsenteret for det samlede Repræsentanternes Hus. Hvis der også er flertal i det samlede Hus, er personen dermed blevet sigtet. Derefter bliver anklagepunkterne videregivet til Senatet, der har ansvaret for at køre rigsretssager, og kun ved domfældelse dér er den anklagede fundet skyldig og fjernes fra embedet.
Ved præsidentvalg, når en kandidat ikke kan få flertal i Valgmandskollegiet, afholdes der en contingent election (en). Ved et sådant valg er det Repræsentanternes Hus der vælger præsidenten, fra blandt de tre præsidentkandidater der fik flest valgmandsstemmer, mens Senatet vælger vicepræsidenten, fra blandt de to vicepræsidentkandidater der fik flest valgmandsstemmer. I Repræsentanternes Hus er det dog sådan, at det er hver delstatsdelegation og ikke hver repræsentant, der har en stemme.

## Organisering

### Ledelse
Ligesom hvert parti i det danske Folketing har en gruppeformand, har hvert af de to partier deres egen ledelse i Repræsentanternes Hus.
Husets formand kaldes the Speaker of the House, og er valgt af det samlede Hus når en ny valgperiode lige er begyndt. Da der kun er to store partier, har en af dem altid flertallet, og kan derfor udpege deres leder til Speaker, hvorfor posten altid fyldes af flertallets leder. Speakeren leder møderne i Huset, og er nummer tre i det politiske hierarki efter præsidenten og vicepræsidenten. Den nuværende Speaker er Mike Johnson (R), der har siddet på posten siden 25. oktober 2023.
Det parti der har flertallet i Repræsentanternes Hus omtales som "flertallet" (engelsk: the majority), mens det andet parti omtales som "mindretallet" (engelsk: the minority). Hvert parti har en leder og en indpisker (se partidisciplin for detaljer), der afhængig af hvilket parti de tilhører kaldes enten flertalsleder og -indpisker eller mindretalsleder og -indpisker. For flertalspartiet er disse poster nummer to og tre i deres partiledelse i Huset, mens de for mindretalspartiet er nummer et og to.
Det længstsiddende medlem af Repræsentanternes Hus kaldes alderspræsidenten (engelsk: the Dean of the House) (en), og har pr. tradition ansvaret for at administrere eden, når Speakeren skal indsættes.

### Udvalg
Lovforslag bliver som regel udformet i et af Husets udvalg før de bliver præsenteret for det samlede Hus. Hvert udvalg har ansvar for et afgrænset politisk område, så som landbrug eller udenrigspolitik, og de fleste har flere underudvalg. Hvert udvalg ledes af en formand (engelsk: Chair) fra flertalspartiet og et Ranking Member fra mindretalspartiet.
I den 119. Kongres er der de følgende udvalg:
| Udvalg                                                                           | Engelsk navn, artikel på engelsk Wikipedia                                                          | Engelsk navn, artikel på engelsk Wikipedia | Type           | Ledelse          | Ledelse             | Ledelse |
| Udvalg                                                                           | Engelsk navn, artikel på engelsk Wikipedia                                                          | Engelsk navn, artikel på engelsk Wikipedia | Type           | Chair            | Ranking Member      |         |
| -------------------------------------------------------------------------------- | --------------------------------------------------------------------------------------------------- | ------------------------------------------ | -------------- | ---------------- | ------------------- | ------- |
| Landbrugsudvalget                                                                | Committee on Agriculture                                                                            | en                                         | Stående udvalg | Glenn Thompson   | Angie Craig         |         |
| Bevillingsudvalget                                                               | Committee on Appropriations                                                                         | en                                         | Stående udvalg | Tom Cole         | Rosa DeLauro        |         |
| Forsvarsudvalget                                                                 | Committee on Armed Services                                                                         | en                                         | Stående udvalg | Mike Rogers      | Adam Smith          |         |
| Budgetudvalget                                                                   | Committee on the Budget                                                                             | en                                         | Stående udvalg | Jodey Arrington  | Brendan Boyle       |         |
| Undervisnings- og arbejdsstyrkeudvalget                                          | Committee on Education and the Workforce                                                            | en                                         | Stående udvalg | Tim Walberg      | Bobby Scott         |         |
| Energi- og handelsudvalget                                                       | Committee on Energy and Commerce                                                                    | en                                         | Stående udvalg | Brett Guthrie    | Frank Pallone       |         |
| Etikudvalget                                                                     | Committee on Ethics                                                                                 | en                                         | Stående udvalg | Michael Guest    | Mark DeSaulnier     |         |
| Udvalget for finansiel service                                                   | Committee on Financial Services                                                                     | en                                         | Stående udvalg | French Hill      | Maxime Waters       |         |
| Udenrigsudvalget                                                                 | Committee on Foreign Affairs                                                                        | en                                         | Stående udvalg | Brian Mast       | Greg Meeks          |         |
| Sikkerhedsudvalget                                                               | Committee on Homeland Security                                                                      | en                                         | Stående udvalg | Andrew Garbarino | Bennie Thompson     |         |
| Administreringsudvalget                                                          | Committee on House Administration                                                                   | en                                         | Stående udvalg | Bryan Steil      | Joe Morelle         |         |
| Justitsudvalget                                                                  | Committee on the Judiciary                                                                          | en                                         | Stående udvalg | Jim Jordan       | Jamie Raskin        |         |
| Naturressourceudvalget                                                           | Committee on Natural Resources                                                                      | en                                         | Stående udvalg | Bruce Westerman  | Jared Huffman       |         |
| Tilsyns- og statsreformsudvalget                                                 | Committee on Oversight and Government Reform                                                        | en                                         | Stående udvalg | Jim Comer        | Robert Garcia       |         |
| Udvalget for interne regler                                                      | Committee on Rules                                                                                  | en                                         | Stående udvalg | Virginia Foxx    | Jim McGovern        |         |
| Videnskabs-, rum-, og teknologiudvalget                                          | Committee on Science, Space, and Technology                                                         | en                                         | Stående udvalg | Brian Babin      | Zoe Lofgren         |         |
| Udvalget for små virksomheder                                                    | Committee on Small Business                                                                         | en                                         | Stående udvalg | Roger Williams   | Nydia Velázquez     |         |
| Transport- og infrastrukturudvalget                                              | Committee on Transportation and Infrastructure                                                      | en                                         | Stående udvalg | Sam Graves       | Rick Larsen         |         |
| Veteranudvalget                                                                  | Committee on Veterans' Affairs                                                                      | en                                         | Stående udvalg | Mike Bost        | Mark Takano         |         |
| Finansudvalget                                                                   | Committee on Ways and Means                                                                         | en                                         | Stående udvalg | Jason Smith      | Richard Neal        |         |
| Demokratiske Partnerskab                                                         | House Democracy Partnership                                                                         | en                                         | Særudvalg      | Vern Buchanan    | Dina Titus          |         |
| Efterretningsudvalget                                                            | Permanent Select Committee on Intelligence                                                          | en                                         | Særudvalg      | Mike Turner      | Jim Himes           |         |
| Særudvalget om strategisk konkurrence mellem USA og det kinesiske kommunistparti | Select Committee on Strategic Competition between the United States and the Chinese Communist Party | en                                         | Særudvalg      | John Moolenaar   | Raja Krishnamoorthi |         |
| Tom Lantos-menneske- rettighedskommissionen                                      | Tom Lantos Human Rights Commission                                                                  | en                                         | Særudvalg      | Chris Smith      | Jim McGovern        |         |

### Forretningsorden
Tekst mangler, hjælp os med at skrive teksten

## Fodnoter
1. ↑  Der vælges ikke suppleanter til medlemmerne, så hvis et medlem udtræder inden valgperioden er slut, vil deres sæde stå tomt. Der afholdes som regel suppleringsvalg, men hvis der er kort tid til det næste valg vil disse sæder ofte blive ladt stå tomme resten af valgperioden.